# Slingsby T.21
Lo Slingsby T.21 è un aliante biposto, a cabina aperta a posti affiancati, monoplano ad ala alta a parasole, costruito dall'azienda britannica Slingsby Sailplanes Ltd dagli anni quaranta del XX secolo.
Portato in volo per la prima volta nel 1944, venne proposto al mercato degli appassionati di volo a vela in ambito civile, trovando inoltre ampio utilizzo anche nei reparti di formazione di piloti militari, nella Royal Air Force (RAF) e nell'aeronautica militare dello Sri Lanka.

## Varianti
- T.21P
- T.21A
- T.21B
- Slingsby Sedbergh TX Mk.1
- T.21C
- T.46

## Utilizzatori

### Militari
Regno Unito
- Royal Air Force

 Sri Lanka
- Aeronautica militare dello Sri Lanka